# بایراملی (تووز)
بایراملی (به لاتین: Bayramlı) یک منطقه مسکونی در جمهوری آذربایجان است که در شهرستان تووز واقع شده است. بایراملی ۲۴۷۳ نفر جمعیت دارد.